# Hans-Albert Walter (Literaturwissenschaftler)
Hans-Albert Walter (* 3. Juni 1935 in Hofheim am Taunus; † 22. Februar 2016 in Frankfurt am Main) war ein deutscher Literaturwissenschaftler mit dem Schwerpunkt deutsche Exilliteratur, Schriftsteller und Literaturkritiker.

## Werdegang
Walter machte zunächst eine Ausbildung zum Kaufmann. Er leitete von 1976 bis 1981 die Hamburger Arbeitsstelle für deutsche Exilliteratur (heute: Walter-A.-Berendsohn-Forschungsstelle für deutsche Exilliteratur) an der Universität Hamburg. Danach war er als freiberuflicher Wissenschaftsjournalist und Literaturwissenschaftler tätig und lebte in Hofheim am Taunus. Er ist Mitglied im PEN-Zentrum.
In überwiegend ehrenamtlicher Forschungstätigkeit befasste er sich mit der deutschen Exilliteratur. Als sein Hauptwerk gilt die mehrbändige Deutsche Exilliteratur 1933–1950.

## Auszeichnungen
- 1988: Ehrendoktorwürde der Universität Köln
- 1993: Hessischer Kulturpreis für Wissenschaft
- 2007: Bundesverdienstkreuz I. Klasse

## Veröffentlichungen (Auswahl)
- Deutsche Exilliteratur: 1933–1950. Band 1–2. 1972–1974. Rezension: Irmela von der Lühe.[2]
  - Band 1: Die Vorgeschichte des Exils und seine erste Phase.
  - Band 1,1: Die Mentalität der Weimardeutschen. Die 'Politisierung' der Intellektuellen.  Stuttgart u. a. 2003, ISBN 978-3-476-00536-6.
  - Band 1,2: Weimarische Linksintellektuelle im Spannungsfeld von Aktionen und Repressionen.  J.B. Metzler, Stuttgart 2017, ISBN 978-3-476-00614-1.
  - Band 2: Europäisches Appeasement und überseeische Asylpraxis. Stuttgart 1984, ISBN 978-3-476-00539-7.
  - Band 3: Internierung, Flucht und Lebensbedingungen im Zweiten Weltkrieg. Stuttgart 1988, ISBN 978-3-476-00541-0.
  - Band 4: Exilpresse. Stuttgart u. a. 1978, ISBN 978-3-476-00385-0.
  - "... wo ich im Elend bin" oder "Gib dem Herrn die Hand, er ist ein Flüchtling". Ein Essay. Büchergilde Gutenberg, Frankfurt/Main 1992, ISBN 3-7632-4120-5
  - Gib dem Herrn die Hand, er ist ein Flüchtling. Nachwort Herbert Wiesner. Leske Verlag 2016, ISBN 978-3-946595-00-7.
- als Hrsg.: Oskar Maria Graf, Reise in die Sowjet-Union 1934. 1974.